# واکرتاون (تنسی)
واکرتاون (به انگلیسی: Walkertown) یک منطقهٔ مسکونی در ایالات متحده آمریکا است که در شهرستان هاردین، تنسی واقع شده‌است. واکرتاون ۱۴۳٫۸۷ متر بالاتر از سطح دریا واقع شده‌است.